# Ludmila Jelínková
Ludmila Jelínková (rozená Rýznerová, * 11. září 1957 Pardubice) je česká sportovkyně, bývalá dálková plavkyně. Roku 1988 přeplavala kanál La Manche jako vůbec první Češka v historii, a také vůbec jako první plavkyně ze státu bez přístupu k moři.

## Život
Narodila se v Pardubicích. Od základní školy se věnovala plavání. Posléze se provdala jako Jelínková, s manželem se jim narodily dvě děti. V mládí byla zaměstnána v podniku Tesla Pardubice.
Ve svých pětadvaceti letech se začala věnovat dálkovému plavání na vrcholové úrovni. Plaveckou průpravu prováděla v Baltském moři v tehdejší NDR, první plavecký závod v moři absolvovala roku 1987 na trase Capri-Neapol ve Středozemním moři. Roku 1988 se pak rozhodla provést pokus o překonání kanálu La Manche na trase Anglie-Francie. Pokus byl zcela soukromým podnikem Jelínkové a jejích přátel, podle jejích vzpomínek čítala výprava tři další členy a vyrazila z Československa osobním wartburgem. Svůj pokus zahájia 3. srpna 1988 z Shakespearovy pláže poblíž anglického Doveru a v čase 10 hodin a 28 minut dosáhla francouzských břehů nedaleko Calais. Stala se tak první českou plavkyní, a vůbec první plavkyní z vnitrozemské země, která kanál překonala. Po Františku Venclovskému a Janu Novákovi se pak stala třetí občankou Československa dosáhnuvší tohoto úspěchu.
Plavectví se věnuje rekreačně i po ukončení své profesionální kariéry.